# Левобережная Украина
Левобережная Украина (укр. Лівобережна Україна) или Левобережье (укр. Лівобережжя) — историческое административно-политическое образование, расположенное на левом берегу по течению Днепра в середине 17 — 2-й половине 18 веков. Вошла в состав Русского государства в соответствии с принятыми на основании обращений гетмана Богдана Хмельницкого решениями Земских соборов в Москве (1653) и Переяславской рады (1654).
Состояла из современных Черниговской и Полтавской областей, восточных частей Киевской и Черкасской областей, а также, в разных трактовках, включала северную часть Днепропетровской или западную часть Сумской областей, ещё она располагалась на территории современной России (Стародубье). К Левобережной Украине иногда относят и сохранившийся в составе Русского государства Киев, несмотря на его расположение на правом берегу Днепра. На востоке Левобережная Украина граничила со Слободской Украиной, на западе — с Правобережной Украиной, на юге — с землями Запорожской Сечи.

## История
Исторически, название Левобережная Украина возникло в XVII веке, во время гражданской войны в Гетманщине, вошедшей в историю под названием Руина. Вследствие раскола в стане казаков в ходе русско-польской войны 1654—1667 годов, на обоих берегах Днепра был избран свой гетман. На Левобережной Украине им стал в 1663 году Иван Брюховецкий, на Правобережной Украине — в 1657 году Павел Тетеря. Сложившаяся ситуация раскола Украины по Днепру была юридически закреплена Андрусовским перемирием в 1667 году, после чего Левобережная Украина, сохранив автономию, официально вошла в состав Русского царства.
Левобережная Украина делилась на полки и сотни, во главе которых стояли полковники и сотники. Формально эти должности были выборными, однако фактически их занимали представители казацкой старшины, назначавшиеся гетманом и одобренные царским указом.
В 1708 году, после измены гетмана Ивана Мазепы, автономия Левобережной Украины была ограничена и формально она вошла в состав новообразованной Киевской губернии. В 1722—1734 годах и после 1764 года управлением Левобережной Украиной занималась Малороссийская коллегия. После 1781 года Левобережная Украина была разделена на Черниговское, Новгород-Северское и Киевское наместничества. В 1796 году территория Левобережной Украины образовала Малороссийскую губернию, а в 1802 году она была поделена на Черниговскую и Полтавскую губернию. Казацкие полки были преобразованы в регулярные полки русской армии.
В дореволюционных источниках в качестве названия употреблялись Левобережная Малороссия и Левобережная Гетманщина.

Карта Левобережной Украины в XVIII веке

## Левобережные полки
- Нежинский полк
- Миргородский полк
- Переяславский полк
- Прилуцкий полк
- Полтавский полк
- Черниговский полк
- Стародубский полк
- Гадячский полк
- Киевский полк
- Лубенский полк

## Гетманы Войска Запорожского Левобережной Украины
1. Беспалый, Иван Фёдорович (наказной гетман) — 1658—1659
2. Сомко, Яким Семёнович (наказной гетман) — 1660—1663
3. Брюховецкий, Иван Мартынович — в 1663 «кошевой гетман» Запорожской Сечи, гетман Войска Запорожского 1663—1668
4. Многогрешный, Демьян Игнатьевич — 1669—1672
5. Самойлович, Иван Самойлович — 1672—1687
6. Мазепа, Иван Степанович — 1687—1704

## Население
Левобережная Украина отличалась одной из самых больших долей восточно-славянского населения в Российской империи (более 95 %), и сейчас три основных народа Левобережной Украины — это украинцы, русские и белорусы.
| Область      | Украинцы, тыс. | Украинцы, % | Русские, тыс. | Русские, % | Белорусы, тыс. | Белорусы, % |
| ------------ | -------------- | ----------- | ------------- | ---------- | -------------- | ----------- |
| Полтавская   | 1481,1 тыс.    | 91,4 %      | 117,1 тыс.    | 7,2 %      | 6,3 тыс.       | 0,4 %       |
| Черниговская | 1155,4 тыс.    | 93,5 %      | 62,2 тыс.     | 5 %        | 7,1 тыс.       | 0,6 %       |
| Сумская      | 1152 тыс.      | 88,8 %      | 121,7 тыс.    | 9,4 %      | 4,3 тыс.       | 0,3 %       |